# Premium Best
『Premium Best』（プレミアムベスト）は、2002年11月7日にワーナーミュージック・ジャパンから発売された、Plastic Treeの通算2枚目となるベスト・アルバム。
2010年に発売された再発盤『Premium Best 〜2010 Expanded Edition〜』についても本項で記述する。

## 概要
Plastic Treeのワーナーミュージック・ジャパン在籍時の楽曲を集めたベスト・アルバム。
初回版のみ、特製フォトカードを封入、「プラネタリウム」のPVが収録されたCDエクストラ仕様。

## 収録曲
1. May Day [3:28]
  - 作詞：竜太朗、作曲：Tadashi、編曲：Plastic Tree・西脇辰弥
  - 2ndオリジナルアルバム『Puppet Show』収録曲。
2. トレモロ (Ver. 2.0) [4:53]
  - 作詞・作曲：有村竜太朗、編曲：Plastic Tree・山口一久
  - 4thシングル。
  - テレビ朝日系『Mew』オープニングテーマ。
3. スライド. [4:30]
  - 作詞：竜太朗、作曲：Tadashi、編曲：Plastic Tree・成田忍
  - 7thシングル。
  - テレビ朝日系『ミッドナイトマーメイド』エンディングテーマ
毎日放送『爆烈!シャンプー』エンディングテーマ。
4. 絶望の丘 [4:32]
  - 作詞：Ryutaro、作曲：Tadashi、編曲：Plastic Tree・西脇辰弥
  - 3rdシングル。
  - TOKYO FM『RADIO MAGAZINE WHAT'S IN?』テーマソング。
5. Sink (Ver.2.0) [5:04]
  - 作詞：竜太朗、作曲：Tadashi、編曲：Plastic Tree・成田忍
  - 5thシングル。
  - よみうりテレビ・日本テレビ系全国ネットアニメ『金田一少年の事件簿』エンディングテーマ。
6. ツメタイヒカリ [5:26]
  - 作詞：竜太朗、作曲：Tadashi、編曲：Plastic Tree・成田忍
  - 6thシングル。
  - テレビ朝日系『神出鬼没!タケシムケン』エンディングテーマ。
7. 痛い青 [5:42]
  - 作詞：竜太朗、作曲：Tadashi、編曲：Plastic Tree・成田忍
  - 1stオリジナルアルバム『Hide and Seek』収録曲。
8. エーテルノート [4:41]
  - 作詞：竜太朗、作曲：Tadashi、編曲：Plastic Tree・成田忍
  - 1stオリジナルアルバム『Hide and Seek』収録曲。
9. クリーム [4:35]
  - 作詞：Ryutaro、作曲：Tadashi、編曲：Plastic Tree・西脇辰弥
  - インディーズ時代のアルバム『Strange fruits -奇妙な果実-』収録曲。2ndオリジナルアルバム『Puppet Show』に収録されたバージョンが収録されている。
10. リセット [3:31]
  - 作詞：Ryutaro、作曲：Tadashi、編曲：Plastic Tree・西脇辰弥
  - 2ndオリジナルアルバム『Puppet Show』収録曲。
11. サイコガーデン [4:51]
  - 作詞：竜太朗、作曲：Tadashi、編曲：Plastic Tree・成田忍
  - インディーズ時代のアルバム『Strange fruits -奇妙な果実-』収録曲。ベスト・アルバム『Cut 〜Early Songs Best Selection〜』に収録されたバージョンで収録されている。
12. オルガン. (Alternative Guitar Solo Version) [3:55]
  - 作詞：Ryutaro・Tadashi、作曲：Tadashi、編曲：Plastic Tree・成田忍
  - 7thシングル『スライド.』のカップリング曲「オルガン.」のアレンジ版。
13. トランスオレンジ (Live Version) [4:49]
  - 作詞：Ryutaro、作曲：Tadashi、編曲：Plastic Tree
  - 1stオリジナルアルバム『Hide and Seek』収録曲「トランスオレンジ」のライブ演奏版。

## Premium Best 〜2010 Expanded Edition〜
『Premium Best 〜2010 Expanded Edition〜』（プレミアムベスト-エクスパンデッドエディション）は、『Premium Best』の再発盤。2010年8月25日発売。発売元はワーナーミュージック・ジャパン。
2002年発売のベスト・アルバム『Premium Best』の最新リマスタリング版。『Premium Best』収録曲13曲に、メジャー1stシングル「割れた窓」のライブ音源と、未発表曲「ホタル」の2曲が追加されている。
ワーナーミュージックジャパンから発売された1stアルバム『Hide and Seek』、2ndアルバム『Puppet Show』、3rdアルバム『Parade』の各再発盤と同時発売。

### 収録曲
1. May Day [3:28]
2. トレモロ (Ver. 2.0) [4:53]
3. スライド. [4:30]
4. 絶望の丘 [4:32]
5. Sink (Ver.2.0) [5:04]
6. ツメタイヒカリ [5:26]
7. 痛い青 [5:42]
8. エーテルノート [4:41]
9. クリーム [4:35]
10. リセット [3:31]
11. サイコガーデン [4:51]
12. オルガン. (Alternative Guitar Solo Version) [3:54]
13. トランスオレンジ (Live Version) [4:46]
14. 割れた窓 (Live Version) [3:53]
  - 作詞：Ryutaro、作曲：Tadashi、編曲：Plastic Tree
  - ボーナストラック。1stシングル「割れた窓」のライブ演奏版。
15. ホタル [4:33]
  - 作詞・作曲：竜太朗、編曲：Plastic Tree・成田忍
  - ボーナストラック。未発表曲。